# نودولتان
نودولتان یا نوکیسه‌ها، اصطلاحی معمولاً تحقیرآمیز است برای توصیف کسانی که تازه دست‌شان به ثروت رسیده‌است و نه از ارث خانوادگی فلذا هنوز فرهنگ استفاده از ثروت را کسب نکرده‌اند. از نظر جامعه شناختی، نو دولتان به اشخاصی گفته می‌شود که قبلاً متعلق به طبقه اجتماعی وطبقه اقتصادی پایین‌تری بوده‌اند اما ثروت تازه رسیده، امکان تحرک اجتماعی ایشان را از لحاظ اقتصادی با خرید کالاها و خدماتی است که نشان‌گر عضویت در طبقه بالا است را ممکن کرده، که اغلب همراه با نمایش افراطی ریخت و پاش و هزینه کردن برای موارد غیرضروری است. به عنوان یک اصطلاح تحقیرآمیز، نو دولتان برای تمایز این قشر با طبقه نخبه و فاخر جامعه استفاده می‌شود. چرا که افراد تازه به ثروت رسیده اغلب فاقد تجربه فرهنگی و نظام ارزشی اصیلی که به‌طور تاریخی طبقه اشراف و مرفه را متمایز می‌کند هستند.